# Pralmorelin
Pralmorelin (INN) (tên thương hiệu GHRP Kaken 100; tên mã phát triển trước đây KP-102, GPA-748, WAY-GPA-748), còn được gọi là pralmorelin hydrochloride (JAN) và pralmorelin dihydrochloride (USAN), cũng như không, peptide giải phóng hormone tăng trưởng 2 (GHRP-2), là một chất tiết hormone tăng trưởng (GHS) được sử dụng như một tác nhân chẩn đoán được bán bởi Kaken Pharmaceutical tại Nhật Bản trong một công thức đơn liều để đánh giá thiếu hụt hormone tăng trưởng (GHD).
Pralmorelin là một loại thuốc peptide tổng hợp có hoạt tính bằng đường uống, đặc biệt, là một chất tương tự của met-enkephalin, với trình tự amino acid D -Ala- D - (-naphthyl) -Ala-Ala-Trp- D -Phe-Lys-NH 2. Nó hoạt động như một chất chủ vận thụ thể tiết ra hormone ghrelin / hormone tăng trưởng (GHSR), và là thuốc đầu tiên trong nhóm thuốc này được giới thiệu lâm sàng. Sử dụng thuốc cấp tính làm tăng đáng kể nồng độ hormone tăng trưởng huyết tương (GH)  và gây ra cảm giác đói một cách đáng tin cậy và tăng lượng thức ăn ở người.
Pralmorelin cũng đang được điều tra để điều trị GHD và tầm vóc ngắn (bệnh lùn yên), và đưa nó vào thử nghiệm lâm sàng giai đoạn II cho các chỉ định này, nhưng cuối cùng không bao giờ được bán trên thị trường cho chúng. Điều này có thể là do khả năng pralmorelin làm tăng nồng độ GH huyết tương thấp hơn đáng kể ở những người bị GHD so với người khỏe mạnh.